# Rising Sun (film)
Rising Sun is een Amerikaanse misdaad-thrillerfilm uit 1993 onder regie van Philip Kaufman. De hoofdrollen worden vertolkt door Sean Connery en Wesley Snipes.

## Verhaal
In de Verenigde Staten wordt er onderhandeld over een grote aanbesteding voor een Japans bedrijf. Een mysterieuze moord op een prostituee vindt plaats tijdens een ceremonieel banket in het nieuw opgerichte en luxueuze hoofdkantoor van het bedrijf. Twee politieagenten worden opgeroepen naar de plaats delict: Webster Smith, een jonge luitenant, en voormalig politiekapitein John Connor, een specialist in de Japanse cultuur. Beiden beginnen het onderzoek door de bewakingscamera-opnamen te bekijken, waarbij blijkt dat een deel van de beelden ontbreekt.

## Rolverdeling
| Acteur                         | Personage                      |
| ------------------------------ | ------------------------------ |
| Sean Connery                   | Captain John Connor            |
| Wesley Snipes                  | Lieutenant Webster "Web" Smith |
| Harvey Keitel                  | Lieutenant Tom Graham          |
| Cary-Hiroyuki Tagawa           | Eddie Sakamura                 |
| Kevin Anderson                 | Bob Richmond                   |
| Mako                           | Mr. Yoshida                    |
| Ray Wise                       | Senator John Morton            |
| Stan Egi                       | Masao Ishihara                 |
| Stan Shaw                      | Phillips                       |
| Tia Carrere                    | Jingo Asakuma                  |
| Steve Buscemi                  | Willy "The Weasel" Wilhelm     |
| Tatjana Patitz                 | Cheryl Lynn Austin             |
| Peter Crombie                  | Greg                           |
| Sam Lloyd                      | Rick                           |
| Alexandra Powers               | Julia                          |
| Daniel von Bargen              | Chief Olson / Interrogator     |
| Lauren Robinson                | Zelly                          |
| Amy Hill                       | Hsieh                          |
| Tom Dahlgren                   | Jim Donaldson                  |
| Clyde Kusatsu                  | Shoji Tanaka                   |
| Michael Chapman                | Fred Hoffman                   |
| Joey Miyashima, Nelson Mashita | Young Japanese Negotiators     |
| Tamara Tunie                   | Lauren                         |
| Tony Ganios                    | Doorman Guard (Perry)          |